# Loyalhanna, Pennsylvania
Loyalhanna, Pennsylvania (енгл. Loyalhanna) насељено је место без административног статуса у америчкој савезној држави Пенсилванија.

## Демографија
По попису из 2010. године број становника је 3.428, што је 13 (0,4%) становника више него 2000. године.
| Група             | 2000.         | 2010.         |
| Белци             | 3.385 (99,1%) | 3.367 (98,2%) |
| Афроамериканци    | 9 (0,3%)      | 19 (0,6%)     |
| Азијати           | 6 (0,2%)      | 5 (0,1%)      |
| Хиспаноамериканци | 7 (0,2%)      | 10 (0,3%)     |
| Укупно            | 3.415         | 3.428         |